# Suri TV
Pour les articles homonymes, voir Suri (homonymie).
Suri TV était une chaîne de télévision argentine exploité par Albavision lancée le 3 janvier 2011 et fermé ses portes le 25 novembre 2013.

## Programmation
Sa programmation se compose exclusivement des émissions des chaînes 
- ATV ( Pérou)
- La Red ( Chili)
- Bolivisión ( Bolivie)
- Paravisión ( Paraguay)
- Sistema Nacional de Televisión (SNT) ( Paraguay)

## Étymologie
Le nom Suri, qui donne naissance à la chaîne, qui signifie «Nandou» dans la langue quechua, qui est utilisé par un dessin de cet animal comme un signe de logo.